# Diocèse des Vosges
Cet article court présente un sujet plus développé dans : Diocèse de Saint-Dié.
Le diocèse des Vosges est un ancien diocèse de l'Église constitutionnelle en France.
Créé par la constitution civile du clergé de 1790, il est supprimé à la suite du concordat de 1801. Il couvrait le département des Vosges. Le siège épiscopal était Saint-Dié.